# Levanjska Varoš
Levanjska Varoš es un municipio de Croacia en el condado de Osijek-Baranya.

## Geografía
Se encuentra a una altitud de 135 m s. n. m. a 234 km de la capital nacional, Zagreb.

## Demografía
En el censo 2011 el total de población del municipio fue de 1 194 habitantes, distribuidos en las siguientes localidades:
- Borojevci - 0
- Breznica Đakovačka - 345
- Čenkovo - 0
- Levanjska Varoš - 303
- Majar - 148
- Milinac - 28
- Musić - 75
- Ovčara - 23
- Paučje - 56
- Ratkov Dol - 28
- Slobodna Vlast - 189

| Gráfica de población de Levanjska Varoš 1857-2011                   |
|                                                                     |
| Según los censos de población de la oficina estadística de Croacia. |